# Sabicea johnstonii
Sabicea johnstonii là một loài thực vật có hoa trong họ Thiến thảo. Loài này được K.Schum. ex Wernham miêu tả khoa học đầu tiên năm 1914.